# Clase Holland
La Clase Holland comprendía los que fueron los primeros sumergibles construidos para la Royal Navy por la firma Vickers, Sons & Maxim Ltd. en sus astilleros sitos en Barrow-in-Furness. Los tres primeros fueron diseñados por John Philip Holland. Los Holland se construyeron bajo licencia de la Holland Torpedo Boat Company / Electric Boat Company entre 1901 y 1903. El Almirantazgo británico esperaba mantener la construcción de la Clase Holland en secreto, y muy pocos oficiales superiores estaban al corriente de su existencia. Esto llevó a la creencia de que el Almirantazgo no se interesaba en absoluto por los sumergibles; al contrario, muy consciente del potencial destructivo de tales naves se abstuvo de iniciar cualquier programa de desarrollo de sumergibles para evitar provocar programas similares por parte de armadas extranjeras; sin embargo, una vez que estas, como la US Navy y la Armada Imperial rusa iniciaron programas serios dedicados a los sumergibles, no tuvo más remedio que comenzar el suyo propio. 

## Adopción del submarino
El capitán Henry Jackson, agregado naval británico en París, había recibido instrucciones de informar sobre los desarrollos en sumergibles que se estaban llevando a cabo en Francia desde hacía varios años. En 1889 presenció las pruebas del Goubet II , un pequeño sumergible de 11 toneladas de propulsión eléctrica de desarrollo privado diseñado para ser transportado a bordo de un buque de guerra. En enero de 1899 informó al Almirantazgo sobre los ejercicios realizados por la Marine Nationale con el submarino experimental Gustave Zédé de 265 t, que había sido utilizado para realizar con éxito un ataque simulado con torpedos sin carga contra el acorazado Magenta. La Junta del Almirantazgo consideró si era necesario actuar, pero rechazó nuevos informes de que los franceses habían ordenado hasta una docena de sumergibles, a la luz de otros informes sobre el tema que sugerían que lo indicado anteriormente había sido manipulado por razones políticas.

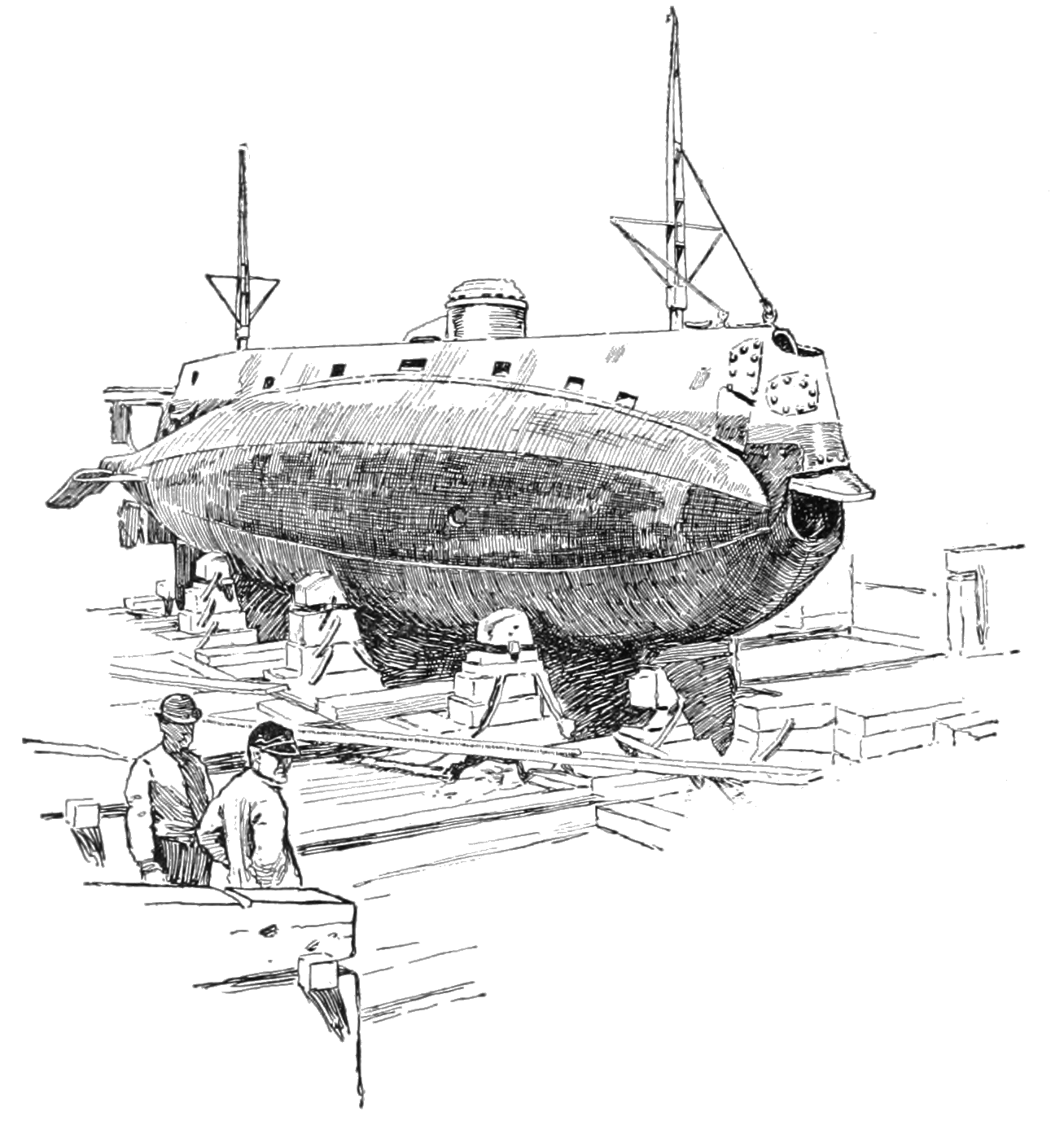
Sumergible Holland en gradas. Popular Science Monthly. 1900/1901

En enero de 1900, el capitán Charles Ottley, agregado naval británico en Washington, informó que el gobierno de los EE. UU. estaba considerando comprar un submarino diseñado por John Holland y proporcionó al Almirantazgo informes de la Marina de los EE. UU. sobre el rendimiento del barco y un conjunto de croquis y dibujos. En febrero, el nuevo agregado naval en París presentó nuevos informes favorables sobre las capacidades del "Gustave Zédé" . Mientras tanto, el almirante John Arbuthnot Fisher, al mando de la Flota del Mediterráneo, que podría ser necesaria para luchar contra los franceses, solicitó instrucciones al Almirantazgo sobre la mejor defensa contra los sumergibles y sugirió el uso de minas defensivas. En mayo, el Almirantazgo respondió encargando a la Torpedo School (escuela de torpedos) que investigara medios de combatir a los sumergibles, tras lo cual solicitaron un ejemplar con el que experimentar, mientras que ese mismo mes llegaban noticias que confirmaban la compra por parte de la US Navy de uno de ellos, el USS Holland . El Primer lord del Mar Walter Kerr (1899–1904) y el contralmirante Arthur K. Wilson, estaban convencidos de la necesidad de obtener un sumergible para la Royal Navy para investigar sus capacidades y a la vez los medios para combatir un ataque submarino.
Ningún constructor naval británico tenía experiencia en la construcción de tales buques, por lo que el Almirantazgo inició negociaciones con la firma estadounidense Holland Torpedo Boat Company y con Vickers, Sons & Maxim Ltd., que era un importante constructor naval británico y proveedor del Almirantazgo. Se acordó que The Electric Boat Company (que poseía los derechos sobre las patentes de J. Holland) otorgaría la licencia a Vickers para construir sumergibles en Gran Bretaña, y en consecuencia, se realizó un pedido de cinco unidades. La Junta del Almirantazgo consideró que los buques sumergibles también podrían ser útiles en una función ofensiva, y no simplemente para practicar la defensa costera, e indicó que, sí las pruebas de los buques concluían con éxito, se realizarían más pedidos a Vickers.
Las elecciones generales de noviembre de 1900 condujeron a un cambio de Primer lord del Almirantazgo ; George Goschen fue reemplazado por William Palmer. El nuevo secretario parlamentario de la Junta del Almirantazgo fue Hugh Oakley Arnold-Forster, quien, como miembro secundario del Parlamento, había criticado a Goschen por no autorizar la compra de sumergibles, y quien entonces descubrió que, el Almirantazgo lo había estado haciendo en secreto. A W. Palmer le preocupaba que, aun así, el Almirantazgo estuviera algo rezagado con respecto a los franceses en el desarrollo, y que el primer barco, cuyo contrato se firmó finalmente en diciembre de 1900, no se entregaría hasta octubre de 1901. Arnold-Forster propuso involucrar a otras empresas en la construcción de las naves, pero a esto se opuso el Segundo Lord del Mar, el vicealmirante Archibald Douglas, así como Wilson, con el argumento de que no era prudente fomentar el desarrollo general de dichas naves, que podría ser más beneficioso para las armadas más pequeñas que para la Royal Navy. Wilson consideró que la limitada gama y rango de los sumergibles existentes significaba que sólo podrían operar en aguas francesas, mientras que, si se desarrollaran más, podrían convertirse en un arma para amenazar los puertos nacionales británicos. Reconoció el potencial del submarino para impedir el comercio marítimo, que era esencial para la supervivencia de una nación insular como Gran Bretaña, y que por ello, debían tomarse todas las medidas posibles para frenar el desarrollo de los sumergibles mientras la marina trabaja en los medios de defensa contra ellos.

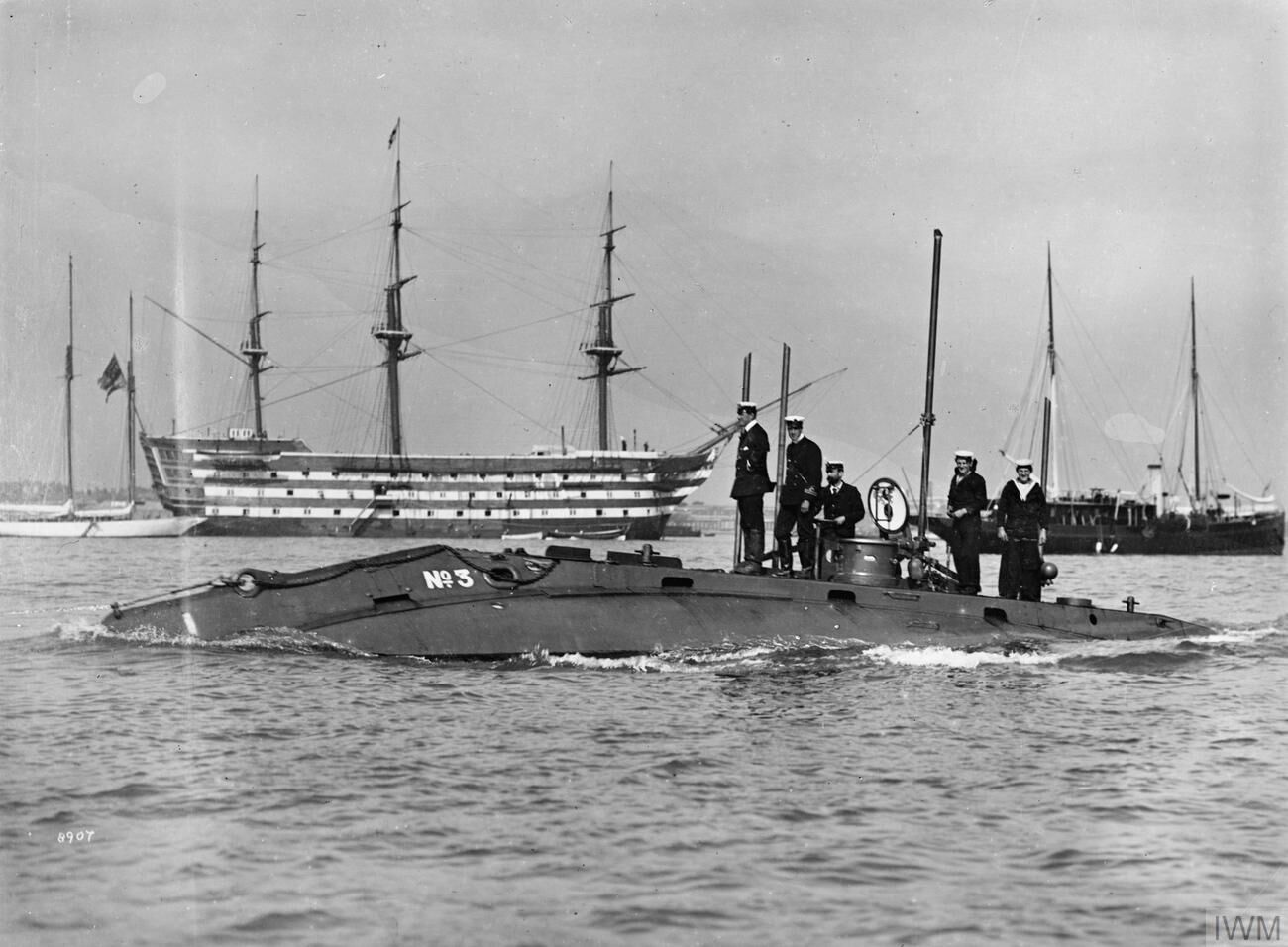
HMS Holland Nº3; al fondo el navío de línea HMS Victory, septiembre de 1902

Al final, la noticia de que Vickers estaba construyendo una "nave subacuática" fue filtrada por un periódico de Glasgow en febrero y confirmada por el Almirantazgo en marzo. Arnold-Forster continuó presionando para que se construyeran más unidades, considerando que la marina necesitaba muchos o ninguno, pero aunque W. Palmer se inclinaba a estar de acuerdo, los Sea Lords se opusieron a los dos. Se acordó que sólo se ordenarían tres por año que, era el número mínimo necesario para que Vickers pudiera mantener sin pérdidas su equipo de construcción especializado. Se sabía que el diseño francés era técnicamente superior a los barcos Holland encargados, pero el Almirantazgo no disponía de un diseño mejor en ese momento.

## Desarrollo
La construcción de las naves llevó más tiempo de lo previsto, y el primero con un costo de 35000 libras esterlinas no estuvo listo para una prueba de buceo en el mar hasta el 6 de abril de 1902. Aunque el diseño utilizado, en el Fulton se había comprado completo a la empresa estadounidense, el diseño real utilizado, era una versión mejorada no probada del diseño Holland original que utilizaba un nuevo motor de gasolina de cuatro cilindros Wolseley Motors de 160 hp.
El Almirantazgo decidió nombrar a un oficial como Inspector de submarinos para supervisar el trabajo de desarrollo y, el capitán Reginald Bacon fue nombrado en mayo de 1901. Bacon era un oficial dotado de una gran mentalidad técnica y experiencia en el uso de torpederos de superficie. A él, le corresponde el mérito de desarrollar la rama submarina semiautónoma de la Royal Navy. Sus primeras recomendaciones fueron señalar que los submarinos Holland probablemente no serían comparables con los actuales diseños franceses - Gustave Zédé y Morse - y no podrían operar en la superficie en nada que no fuera el buen tiempo (los barcos tenían un alcance de sólo 20 mn (32 km) bajo el agua). Por lo tanto, sugirió que se modificaran los diseños de los barcos números cuatro y cinco, que aún no se habían puesto en marcha para mejorar su navegabilidad. El Almirantazgo consideró que la compañía Electric Boat rechazaría cualquier responsabilidad por las dificultades derivadas de cambios de diseño no autorizados, pero acordó encargar un submarino de nuevo diseño siguiendo sus recomendaciones, el A1. desarrollado en conjunto por R. Bacon con los arquitectos navales de Vickers.

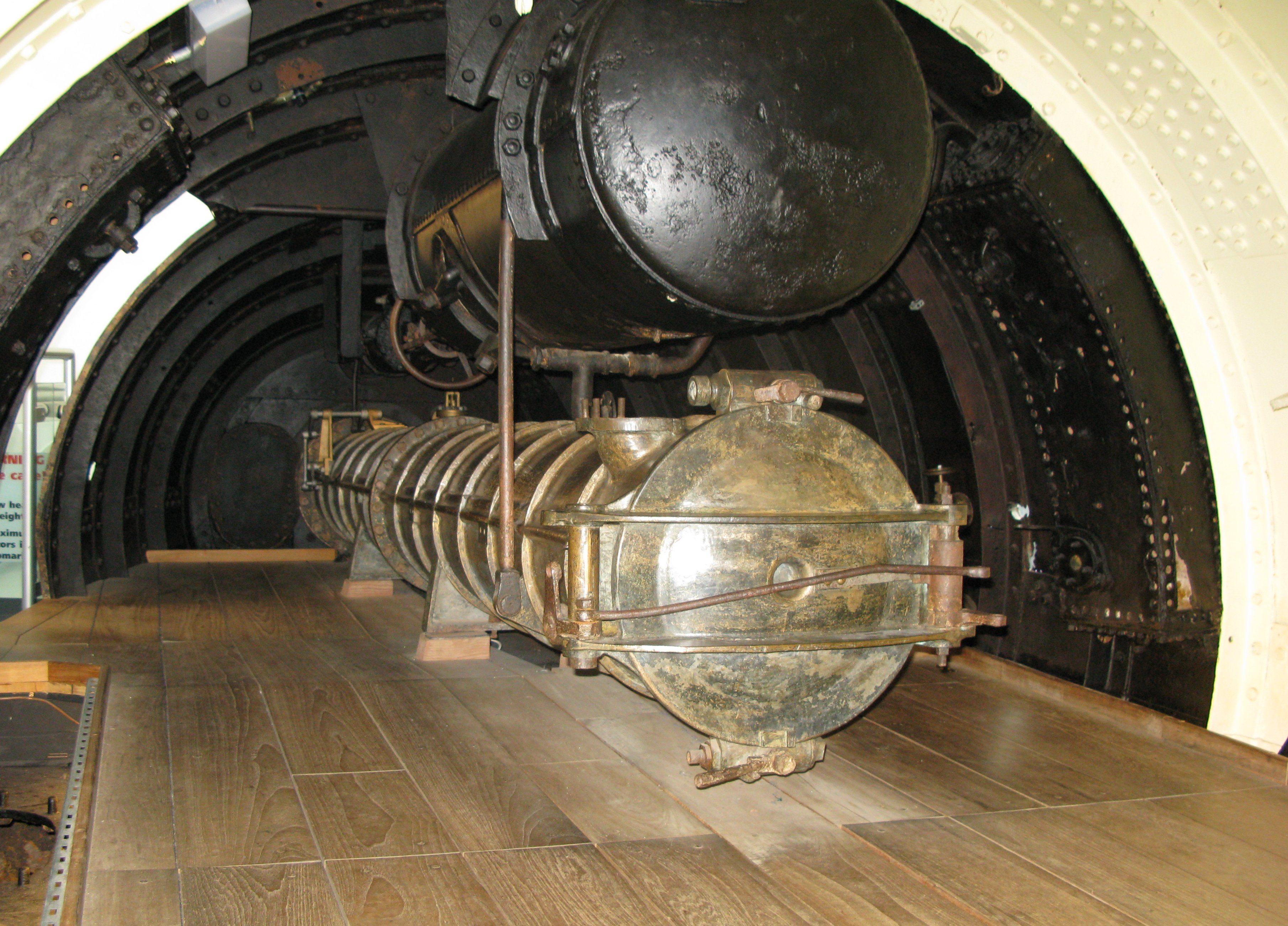
Tubo lanzatorpedos del HMS Holland 1

En 1901 se llevaron a cabo experimentos en la escuela de torpedos, intentando dañar un sumergible con cargas submarinas. En noviembre de 1902, el HMS Holland Nº1 finalmente estuvo disponible para pruebas y se utilizó como objetivo con cargas explosivas reales. Se descubrió que el barco no sufrió daños cuando una carga de algodón pólvorade 91 kg explotó a una distancia de 73 m. Dado que no se conocía una forma de localizar un sumergible ni siquiera con esta precisión, se concluyó que era efectivamente imposible atacar a estas naves estando sumergidas. Los destructores corrían un mayor riesgo debido a sus propias cargas experimentales lanzadas desde la popa, pero en cualquier caso - en aquella época - no eran lo suficientemente grandes como para transportar más de dos cargas. Sin embargo, Bacon fue mucho más optimista sobre las capacidades ofensivas del submarino y concluyó que un grupo de tres a cinco sería un obstáculo insuperable para cualquier barco enemigo que intentase operar cerca de un puerto donde tuvieran su base los submarinos.

## Servicio
Inicialmente, los sumergibles tuvieron serios problemas de confiabilidad y, en un intento en 1903 de navegar alrededor de la Isla de Wight en la superficie tuvo como resultado que cuatro de los sumergibles tuvieran averías antes de cubrir no mucho más de 4 mn (6,4 km).
La Clase Holland se utilizó principalmente para pruebas, pero en octubre de 1904, después de que una flota rusa proveniente del Báltico en ruta hacia el Mar del Japón para auxiliar y reforzar a la Flota del Pacífico a causa de la Guerra ruso-japonesa , hundiera por error un barco pesquero británico en el llamado Incidente del Dogger Bank , los barcos Holland junta a tres de la Clase A abandonaron el puerto para atacar a la flota, aunque fueron retirados antes de que pudiera tener lugar cualquier contacto. 

## Buques de la Clase Holland
- HMS Holland Nº1 : botado el 2 de octubre de 1901 en secreto. Fue dado de baja y vendido para desguace en 1913. Ahora en exhibición en el Royal Navy Submarine Museum en Gosport
- HMS Holland Nº2 : botado en febrero de 1902, vendido para desguace el 7 de octubre de 1913
- HMS Holland Nº3 : encargado el 1 de agosto de 1902, se hundió durante las pruebas en 1911 y se vendió en octubre de 1913
- HMS Holland Nº4 : botado el 23 de mayo de 1902, hundido el 3 de septiembre de 1912; rescatado y hundido como objetivo de artillería el 17 de octubre de 1914
- HMS Holland Nº5 : botado el 10 de junio de 1902, perdido en 1912 frente a la costa de Sussex. Lugar del naufragio designado en virtud de la  Protection of Wrecks Act 1973 el 4 de enero del 2005